# Linia 6 metra w Szanghaju
Linia 6 – znana również jako Szybki tramwaj Pudong, linia metra w Szanghaju, który działa głównie w relacji północ-południe w Szanghaju w Chinach. Cała linia znajduje się w Pudong New Area i jest obsługiwana przez Shanghai Modern Rail Transit Co. Ltd. Pełna podróż między dwomiema stacjami końcowymi, Gangcheng Lu i Dongfang Tiyu Zhongxin zajmuje około 1 godziny i 10 minut.